# Monsieur Chouchani
Vous lisez un « article de qualité » labellisé en 2018.
Monsieur Chouchani (en hébreu : מר שושני Mar Chochani) est un rabbin, philosophe, talmudiste et maître à penser juif né à la fin du XIXe siècle (peut-être le 9 janvier 1895) possiblement à Brest-Litovsk (Empire russe) et mort à Montevideo le 26 janvier 1968 (le 26 Tevet 5728 dans le calendrier hébraïque). Il enseigne dès avant la Seconde Guerre mondiale. Après la guerre de nombreux rabbins, philosophes et écrivains, comme Léon Askénazi, Emmanuel Levinas, Raymond Cicurel ou Elie Wiesel, se réclament de son enseignement. Il est considéré comme une figure majeure de la vie intellectuelle juive du XXe siècle.
Comme il aime à cultiver le secret, la date et le lieu de sa naissance ainsi que les circonstances de sa vie jusqu'aux années 1930 demeurent une énigme. De fait, « Chouchani » semble n'être qu'un pseudonyme qu'il se serait choisi, et ses disciples et les enquêteurs ne peuvent qu’émettre des conjectures sur sa véritable identité. Ainsi, les noms de Mordechai Rosenbaum, Hillel Perlman ou Bensoussan ont été proposés mais les recherches récentes tendent à privilégier la piste Hillel Perlman. Sa mémoire prodigieuse est en revanche attestée, ainsi que l'étendue de ses connaissances, qu'elles concernent le Talmud, la philosophie ou les sciences comme les mathématiques et la physique nucléaire.
La fascination qu’il exerce par ses capacités intellectuelles et le mystère qu'il entretient autour de sa personne contribuent à faire de Monsieur Chouchani une légende de son vivant et plus encore après sa mort.

## Biographie

### Une identité mystérieuse
Le véritable nom de M. Chouchani est sujet à spéculations, même pour ses disciples qui font différentes hypothèses. Toutefois, selon le professeur Shalom Rosenberg de l'université hébraïque de Jérusalem, il s'appellerait Hillel Perlman, ce que les recherches les plus récentes tendent à prouver. Rosenberg affirme en effet que Chouchani lui a raconté avoir effectué un voyage au départ de Jérusalem vers les États-Unis au début des années 1920. Or il établit un parallèle entre cette information et un courrier datant de 1915 environ, dans lequel le rabbin de Jérusalem Abraham Isaac Kook demande au rabbin Meir Bar-Ilan, à Cincinnati, d'accueillir un de ses étudiants nommé Perlman,. Par ailleurs, dans un article paru en janvier 2018 pour le cinquantième anniversaire de la disparition (en yiddish : yortsayt) de M. Chouchani, Yael Levine présente une photo de Hillel Perlman prise vers 1912 pendant ses études dans la Yechiva du rabbin Kook à Jaffa : la comparaison avec les photos connues de Chouchani suggère fortement que Perlman est bien Chouchani. De son côté, Elie Wiesel mentionne dans ses écrits que son véritable nom est Mordehaï Rosenbaum,. Ce dernier nom expliquerait le surnom Chouchani qu'il se serait en fait lui-même choisi : en hébreu Shushan (שושני) et Rose en yiddish signifient tous deux « rose ». Néanmoins, sur la base de ses recherches en 2015, Yael Levine affirme qu'Elie Wiesel savait que son maître était bien Hillel Perlman : il l'aurait appris du neveu de Chouchani, le rabbin Mintz, lors d'une rencontre avec lui quelques mois après la mort de Chouchani. Le silence de ce neveu, qui ne fait ni publication ni communication officielle sur ce qu'il sait, pose question. Elie Wiesel en fait de même mais explique qu'il tait la véritable identité de son mentor par fidélité à sa mémoire.
Il serait né à la fin du XIXe siècle : vers 1890 pour les uns ou plus précisément le 9 janvier 1895 pour d'autres. Son lieu de naissance varie également selon ses disciples et les chercheurs : Tanger au Maroc, Safed dans l'Empire ottoman (aujourd'hui en Israël), Brest-Litovsk dans l'Empire russe (aujourd'hui en Biélorussie),, Pologne ou Lituanie,,.
Son visage est connu par six photographies d'identité prises à quatre âges différents. Chouchani est souvent décrit comme d'apparence sale et miséreuse.
Enfin, il ne laisse aucun écrit qui aurait pu témoigner de son identité ou de ses voyages. Néanmoins, Elie Wiesel atteste posséder des manuscrits de Chouchani mais qui demeurent, selon lui, « indéchiffrables », et d'autres manuscrits sont en possession de Shalom Rosenberg.

### Jusqu'à la Seconde Guerre mondiale

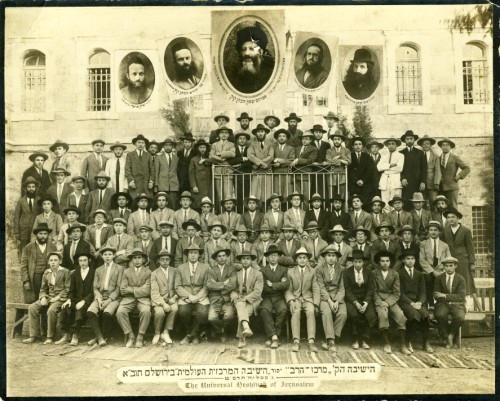
Photographie des années 1930 des membres de la Yeshiva du rabbin Kook à Jérusalem, maître putatif de Chouchani.

La vie de Monsieur Chouchani avant la fin de la Seconde Guerre mondiale est difficile à retracer. Il n'existe en effet que peu voire pas de témoignages directs ou de documents. Finalement, sa vie n'est connue qu'à travers les récits que lui-même en fait après le conflit auprès de ses disciples, récits qui peuvent être variables voire contradictoires,.
Très jeune, Chouchani impressionne par ses capacités exceptionnelles de mémorisation. Ainsi, son père l'aurait montré comme phénomène de foire pour en tirer profit. Dès cet âge, il est réputé connaître la Bible et le Talmud par cœur. Elie Wiesel fait de cette mémoire prodigieuse l'origine possible de la fortune du jeune Chouchani.
Si Chouchani est bien Hillel Perlman, il étudie dans les années 1910-1914 auprès du rabbin Abraham Isaac Kook dans une yeshiva à Jaffa en Palestine alors ottomane. Peu après le déclenchement de la Première Guerre mondiale, il émigrerait aux États-Unis, peut-être, selon l'hypothèse de son disciple le professeur Shalom Rosenberg, pour étudier sous la direction du rabbin Meir Bar-Ilan alors établi à Cincinnati. Il y demeure plusieurs années mais y perd la plus grande partie de sa fortune dans le krach de 1929. Il aurait un temps fréquenté à Berlin les cercles de Menahem Mendel Schneerson, futur Rabbi de Loubavitch (1902-1994), qu'il rencontrera de nouveau à Paris, en 1947, chez le cousin de ce dernier, le rabbin Schneour Zalman Schneersohn, au 10, rue Dieu, dans le Xe arrondissement de Paris près de la place de la République.
Au milieu des années 1930, sa présence est ensuite attestée à Strasbourg par plusieurs témoins qui le prennent alors pour un mendiant.
Selon le témoignage de Joseph Biéder, qui fait ses études secondaires à l' École Maïmonide (Boulogne-Billancourt), Chouchani y est employé comme homme de ménage et y lave les vitres.

### Durant la Seconde Guerre mondiale
Durant la Seconde Guerre mondiale, il se trouve en France, alors occupée par l'Allemagne nazie. Chouchani évoque devant ses étudiants deux épisodes concernant cette période : en 1940, arrêté par des soldats allemands qui constatent qu'il est circoncis, il aurait réussi à se faire libérer en leur récitant le Coran et donc en se faisant passer pour musulman ; plus tard, selon ce qu'il raconte à Shalom Rosenberg, il obtient sa libération en se faisant passer pour un professeur allemand de mathématiques devant un officier, lui-même enseignant cette discipline dans le civil,. Dès lors, il parvient à rejoindre la Suisse et y demeure jusqu'à la fin des hostilités.

### Après la Seconde Guerre mondiale
Il revient en France en 1945 et s'installe à Paris. C'est à partir de cette date qu'il commence son activité professorale qui lui vaudra un immense prestige. Il enseigne notamment à Elie Wiesel et à Emmanuel Levinas. Il vit alors de leçons particulières de mathématiques et de physique, et il enseigne le Talmud. Interrogé par la suite sur les moyens de subsistance de son maître, Emmanuel Levinas se souvient que, parfois, « un riche amateur issu des communautés détruites des juiveries de l'Europe orientale […] le confisquait […] et lui assurait, en échange de son discours, lit, table et domestiques ». En outre, Elie Wiesel estime que l'idée d'un Chouchani parfaitement pauvre est à relativiser puisqu'il affirme avoir trouvé un jour par accident de l'or et de l'argent dans ses affaires.
En 1952, à l'aide d'une fausse carte d'identité, Chouchani quitte la France pour Israël. Là, il enseigne plusieurs années dans des kibboutzim religieux, du mouvement mizrahi tels Be'erot Yitzhak, Sa'ad ou Sdé Eliahou.
En 1955, il part pour l'Uruguay à l'invitation d'un de ses étudiants. C'est à cette époque qu'il rencontre Shalom Rosenberg et lui dispense son enseignement. Il y demeure treize ans après une tentative infructueuse pour se rendre à Buenos Aires, en Argentine.

### Mort
Il meurt d'une crise cardiaque à Montevideo le vendredi 26 janvier 1968, comme l'indiquent le registre de décès et l'épitaphe portée sur sa pierre tombale,. Sa mort survient lors d'un stage où il enseigne le Talmud aux membres d'une organisation de jeunesse sioniste religieuse, le Bnei-Akiva, en compagnie de son ami Shalom Rosenberg,, qui est alors étudiant en pensée juive à l'université hébraïque de Jérusalem. Les circonstances exactes diffèrent légèrement selon celui qui les rapporte : dans Tous les fleuves vont à la mer, Elie Wiesel indique qu'il meurt au beau milieu d'un cours, laissant « tomb[er] sa lourde tête sur l'épaule d'une étudiante » ; de son côté, Salomon Malka indique que Chouchani meurt après les cours alors qu'il mange seul dans sa chambre d'hôtel. Néanmoins, les deux auteurs s'accordent sur une mort située après le début du shabbat.
Bien que le lieu véritable de son enterrement soit parfois discuté,, Chouchani est réputé reposer à Montevideo et Elie Wiesel prend en charge les cérémonies. C'est ce dernier qui rédige en hébreu l'épitaphe que porte sa pierre tombale : « Le rabbin et sage Mordeshaï Chouchani, que son souvenir soit béni. Sa naissance et sa vie sont nouées et scellées en énigme. Décédé le sixième jour de la semaine Erev Shabbat Kodesh, 26 Tevet 5728 ». Par ailleurs, elle comporte, dans sa partie supérieure, les versets 9 à 14 du Psaume 139 du Livre des Psaumes écrits en demi-cercle, :
| Texte en hébreu | Traduction en français |
| --- | --- |
| אֶשָּׂא כַנְפֵי שָׁחַר אֶשְׁכְּנָה בְּאַחֲרִית יָם. גַּם שָׁם יָדְךָ תַנְחֵנִי וְתֹאחֲזֵנִי יְמִינֶךָ. וָאֹמַר אַךְ חֹשֶׁךְ יְשׁוּפֵנִי וְלַיְלָה אוֹר בַּעֲדֵנִי. גַּם חֹשֶׁךְ לֹא יַחְשִׁיךְ מִמֶּךָּ:וְלַיְלָה כַּיּוֹם יָאִיר כַּחֲשֵׁיכָה כָּאוֹרָה. כִּי אַתָּה קָנִיתָ כִלְיֹתָי תְּסֻכֵּנִי בְּבֶטֶן אִמִּי. אוֹדְךָ עַל כִּי נוֹרָאוֹת נִפְלֵיתִי:נִפְלָאִים מַעֲשֶׂיךָ וְנַפְשִׁי יֹדַעַת מְאֹד. | Que je m’élève sur les ailes de l’aurore, pour m’établir aux confins des mers, là aussi ta main me guiderait, et ta droite se saisirait de moi. Si je dis : « Que du moins les ténèbres m’enveloppent, que la lumière du jour se change en nuit pour moi ! » Les ténèbres mêmes ne sont pas obscures pour toi, la nuit est lumineuse comme le jour, l’obscurité est clarté [pour toi]. Car c’est toi qui as façonné mes reins, tu m’as pétri dans le sein de ma mère. Je te rends grâce de m’avoir si merveilleusement distingué ; tes œuvres sont prodigieuses, mon âme le sait parfaitement. |

## Les éléments d'une légende

### Les secrets d'une identité
Les éléments d'identité de M. Chouchani demeurent inconnus et il apparaît même, selon les témoignages, qu'il fait preuve d'une attention jalouse à ne pas les révéler : ainsi refuse-t-il de participer à tel rite qui l'aurait obligé à dévoiler son nom. En outre, aux dires de personnes déclarant appartenir à sa famille — mais sujets à caution selon Salomon Malka qui les a recueillis —, Chouchani leur aurait expressément demandé de ne plus le contacter ni le rechercher.
À sa mort, une fois encore, le mystère de son identité persiste puisqu'il est enregistré sous trois noms différents dans le registre de décès : Mardoqueo Bensoussan, Chouchani et Ohnona, le nom de jeune fille de la mère de Bensoussan. De plus, un quatrième nom est noté dans la marge, en hébreu cette fois : Mordehaï Ben Sasson.

### Une mémoire exceptionnelle
Élément qui contribue à faire naître et à entretenir l'aura de légende qui entoure Monsieur Chouchani, sa mémoire exceptionnelle frappe d'emblée toute personne qui le rencontre : elle est décrite comme photographique et absolue. Elle lui permet ainsi de retenir le contenu de tout livre qu'il lit, comme le Talmud : Elie Wiesel raconte ainsi que Chouchani est capable de réciter la suite de toute partie du texte quand on en lui donne les premiers mots. De la même manière, il est supposé avoir appris le vocabulaire du français en s'enfermant quinze jours dans une chambre d'hôtel pour mémoriser un dictionnaire. 
Pourtant, cette capacité exceptionnelle ne constitue pas ce qui retient ses disciples auprès de lui. Sa mémoire se double en effet d'une intelligence lui permettant de faire des liens entre tous les éléments de son savoir.

### Un infatigable voyageur
On retrouve des témoignages du passage de Chouchani dans pratiquement toutes les régions du monde : en Asie (Inde), en Europe (Europe orientale (dans son enfance), Allemagne (années 1920), France (années 1930, puis dans l'après-guerre), Suisse (durant la guerre), en Afrique du Nord et au Proche-Orient (Tunisie, Maroc, Algérie, Palestine ottomane puis mandataire (années 1910-1920), en Amérique (États-Unis (années 1920), Uruguay (1955-1963), etc. Et en France même, on le signale à Strasbourg, Paris, Taverny et Annemasse. Pour ce faire, il utilise des faux papiers d'identité. Ainsi on lui connaît au moins un faux extrait de naissance établi à Casablanca en 1952 avec l'aide d'Émile Sebban (1922-2013), alors directeur de l'École normale hébraïque de Casablanca. Par ailleurs, il est établi qu'il parle couramment et sans accent plus d'une dizaine de langues dont le français, l'allemand, l'hébreu, le yiddish et l'anglais.
La raison de ce perpétuel besoin de mouvement demeure inexpliquée : « D'où venait-il ? […] Que cherchait-il à atteindre ? », demande Elie Wiesel avant d'avouer son ignorance. Parmi les diverses hypothèses, on peut trouver : une enfance tellement vagabonde qu'il n'aurait jamais connu d'autre mode de vie ; la fuite du souvenir d'une enfance malheureuse ou d'un drame familial ; le besoin inextinguible de se faire de nouveaux disciples.

### Un être dérangeant
Chouchani ne laisse jamais ses semblables indifférents par sa personnalité dérangeante. En effet, il apparaît souvent comme un être de contradictions : il projette volontairement l'image d'un vagabond sale mais il fait preuve d'une attention maniaque pour l'hygiène alimentaire, refusant ainsi que quiconque touche à sa nourriture ; il aime la transmission de son savoir mais il est souvent exaspéré par l'ignorance de ses élèves. De fait, il n'accepte que ses propres règles dans sa relation aux autres : ainsi n'hésite-t-il pas à se servir dans les affaires d'autrui, quand il s'agit d'un livre, pouvant laisser croire qu'il est kleptomane. De la même manière, il apparaît souvent ingrat et sans reconnaissance pour ce qu'on peut lui offrir. Enfin, élément le plus dérangeant, il discute tellement le texte que la réalité de son orthopraxie est parfois remise en cause, voire sa judéité.

### Un personnage à dimension mythique

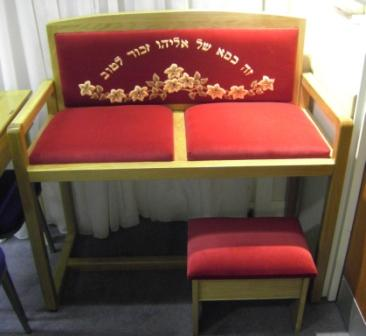
Chouchani est parfois comparé au prophète Élie dont la venue annonce la fin du monde et à qui une chaise est réservée lors de la cérémonie de la circoncision (L'inscription en hébreu indique Voici la chaise d'Élie, que l'on se souvienne de lui pour le bien).

La personne de Chouchani est tellement mystérieuse que nombre de ceux qui le rencontrent le comparent avec des figures mythiques historiques ou religieuses.
La première figure est celle du Juif errant. En effet, Chouchani se présente la plupart du temps comme un vagabond, sale, hirsute et mal habillé. Il apparaît dans telle ville de tel pays de façon inattendue et disparaît du jour au lendemain sans prévenir, comme en témoigne Emmanuel Levinas. Pour toutes ces raisons, il est souvent qualifié de Luftmensch, terme yiddish qui signifie « homme suspendu en l'air ». Néanmoins, l'emploi de ce terme est vigoureusement critiqué par Elie Wiesel pour son aspect péjoratif. Il lui préfère l'appellation plus connue de « Juif errant ».
Sa connaissance et le questionnement qu'il induit chez ses auditeurs les amènent à évoquer un philosophe comme Socrate. Mais « un Socrate sans Platon », précise Shalom Rosenberg, parce que, contrairement au philosophe antique, il n'a pas de disciple à même de lui répondre.
Enfin, plusieurs témoins qui l'ont rencontré n'hésitent pas à le comparer au prophète Élie, un prophète attendu dans la tradition juive avant le jugement dernier tel que le décrit le Livre de Malachie. Elie Wiesel ressent ainsi cet espoir dans les premiers temps de sa rencontre avec Chouchani : « J'ai toujours vécu dans l'attente, d'abord du prophète Élie qui se promène dans le monde toujours déguisé, jamais reconnaissable, n'ayant jamais l'air d'un prophète. Il a l'air de quelqu'un qui n'est pas prophète. […] Donc, j'attendais le prophète Élie et je dois avouer que lorsque j'ai vu Chouchani pour la première fois, je me suis dit : c'est peut-être lui !, bien que pour le prophète Élie, données et indications n'insistent jamais sur son savoir ».

## Méthode et contenu d'enseignement

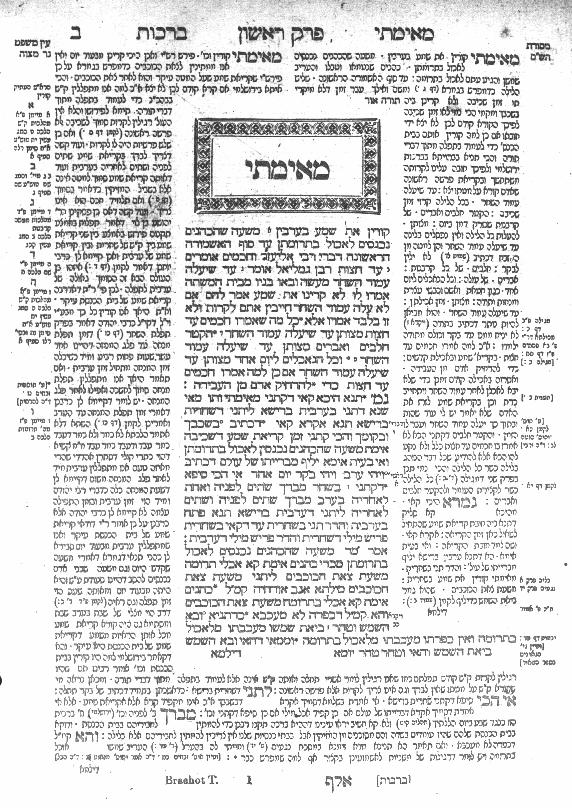
Page de Talmud (ici de Babylone) où le corps du texte est encadré par des commentaires (à droite celui de Rachi et de Tossafot, à gauche, et autres additions dans la marge), ensemble de textes que Chouchani connaissait par cœur.

La méthode d'enseignement de Chouchani consiste à procéder par une succession de phases de construction, de déconstruction puis de reconstruction des savoirs personnels de son étudiant, le but étant de le déstabiliser dans ses certitudes. C'est ainsi qu'il apparaît comme un enseignant extrêmement exigeant, choquant, voire moqueur, pour qui fait preuve de trop d'ignorance ou de certitudes. Il s'agit d'une méthode qui peut paraître littéralement effrayante aux yeux de certains : Elie Wiesel témoigne ainsi de la peur d'un ami, non pas d'apparaître ignorant, mais de voir les fondements de ses croyances ébranlés. De fait, ses élèves demeurent marqués par le caractère déstabilisant de cet enseignement : ainsi, des années plus tard, Elie Wiesel prend conscience qu'il l'a reproduit involontairement et à mauvais escient sur un enfant à qui il donne des cours.
Les domaines dans lesquels Chouchani enseigne sont multiples, des sciences à l'exégèse talmudique. Ainsi, il lui arrive de proposer d'enseigner « sur n'importe quel sujet » en échange du gîte et du couvert,. Levinas assure ainsi que Chouchani « avait acquis très tôt une vaste culture de mathématique et de physique modernes ». Ses connaissances touchent dans ce dernier domaine l'astronomie aussi bien que la physique nucléaire. Par ailleurs, une source de ses revenus aurait pu provenir de cours qu'il donnait à des professeurs d'université dans leur propre domaine. Mais celui pour lequel il est célèbre est l'étude de la Torah, du Talmud, qu'il est réputé connaître tous deux par cœur, ainsi que leur exégèse : Levinas témoigne ainsi que son maître « connaissait par cœur le Talmud, et tous ses commentaires et les commentaires des commentaires ». Or Chouchani affirme que le Talmud appartient non pas au seul peuple juif mais à l'humanité entière : « la Bible est particulière à Israël, c'est le Talmud qui est l'apport juif à l'universel. » De plus, l'étendue de ses connaissances lui permet d'offrir une vision très large et, partant, très syncrétique, ce qui lui permet d'offrir des perspectives qui semblent tout à fait nouvelles aux yeux de nombre de ses étudiants. Dès lors, Chouchani « tire du texte ce qui n'est pas dans le texte, il insuffle un sens au texte ».
La méthode d'interprétation du texte de la part de Chouchani consiste à proposer des éléments de réflexion auxquels personne n'a songé avant, alors qu'ils semblent des évidences lorsqu'ils sont dits. Cette méthode consiste aussi à interroger chaque mot de la citation talmudique ou biblique qu'il étudie et à en croiser chaque occurrence dans d'autres citations. Ses élèves assurent qu'il est ainsi capable de disserter des heures durant à partir d'une simple courte citation, tel que le prouve sa conférence de 4 heures sur les 3 premiers mots de la bible : "Béréshit bara Elokim", à Paris dans les années 1950. Néanmoins, s'ils reconnaissent le caractère prodigieux de ses connaissances, certains de ses étudiants se disent frustrés du caractère peu révolutionnaire de son enseignement : « Si vous me demandiez ce que je retiens de ses conférences, la réponse serait rien. Il n'était pas le genre de génie qui était capable de vraiment générer une révolution », témoigne ainsi l'un d'eux.
De fait, ce n'est pas tant le contenu de son enseignement qui impressionne ses disciples que sa personnalité et sa méthodologie : « Je ne sais pas si j’ai appris chez lui beaucoup de la manière dont il faut interpréter les textes purement juridiques, témoigne Levinas, mais il m’est resté quelque chose, non pas le contenu, mais la manière dont il faut aborder ces histoires haggadiques »,. C'est donc à une éthique de l'étude que Chouchani invite son auditoire : la véritable étude, et celle du Talmud en particulier, impose non pas une lecture dévote mais un regard critique et distancié, et implique tout autant qu'elle constitue en soi une recherche de la liberté. Lévinas témoigne ainsi de son apprentissage auprès de son maître : « Chouchani m’a appris : l’essentiel, c’est que le sens trouvé mérite par sa sagesse la recherche qui le révèle ».
Dès après la Seconde Guerre mondiale, Chouchani est étroitement lié au mouvement sioniste : il participe en août 1945 à la première réunion nationale de l’Hapoël Hamizrahi en France, qui s’est tenue à Lyon. Il y donne une conférence que le rabbin René Kapel qualifie de passionnante.
Il passe plusieurs années en Israël à partir de 1952 et meurt en Uruguay en 1968, alors qu'il enseigne le Talmud aux membres d’une organisation de jeunesse sioniste religieuse, le Bné Akiva. Ses restes reposent dans le cimetière israélite de La Paz.

## Entourage

### Maîtres

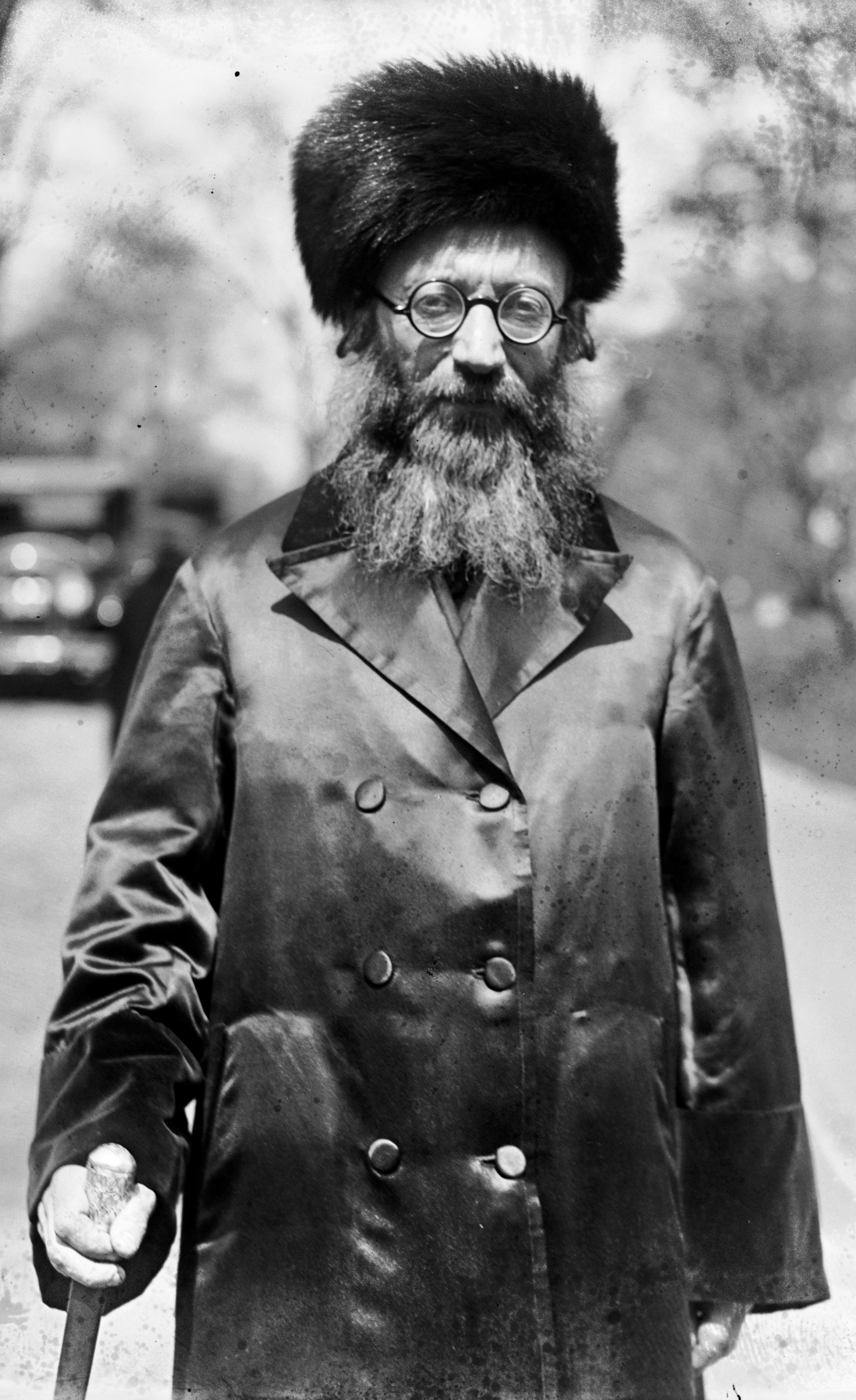
Le rabbin Abraham Isaac Kook en 1924, peu de temps après avoir enseigné au jeune Chouchani.

La biographie de Chouchani demeurant à l'état d'hypothèse, il est difficile d'arrêter avec certitude le nom d'un maître qui l'aurait formé, d'autant plus que certains chercheurs affirment qu'il est autodidacte. Néanmoins, un consensus semble se dégager autour du grand-rabbin Abraham Isaac Kook (1865-1935). Il aurait bénéficié de son enseignement dans les années 1910-1914 dans sa Yeshiva à Jaffa en Palestine alors ottomane.

### Famille
Du fait de la discrétion absolue dont a fait preuve Chouchani concernant ses origines et sa vie, les enquêtes ne parviennent pas à établir de façon catégorique ses liens familiaux. De son côté, Elie Wiesel affirme avoir rencontré un neveu de Chouchani peu de temps après la mort de ce dernier, qui habite dans l'État du New Jersey aux États-Unis et dont il a recueilli les confidences, mais sans en dévoiler l'identité ni le contenu de ces confidences,,. Néanmoins, Yael Levine, qui affirme que la véritable identité de Monsieur Chouchani serait Hillel Perlman, établit en conséquence sa généalogie : son père s'appellerait Manes Perlman (né en 1866), et sa mère Feiga Perlman. Il aurait une sœur, Sarah Mintz, dont le fils, le rabbin Mintz, serait celui qui aurait contacté Elie Wiesel.
On ne lui connaît pas d'épouse et, bien que sa vie soit marquée par l'importante présence de femmes autour de lui, il semble qu'« il n'a jamais connu de femme ».

### Élèves de Monsieur Chouchani

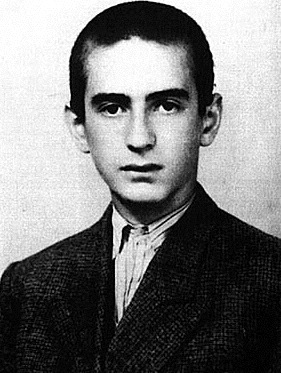
Elie Wiesel à l'âge de 15 ans, trois ans avant sa rencontre avec Monsieur Chouchani (1943 ou 1944).
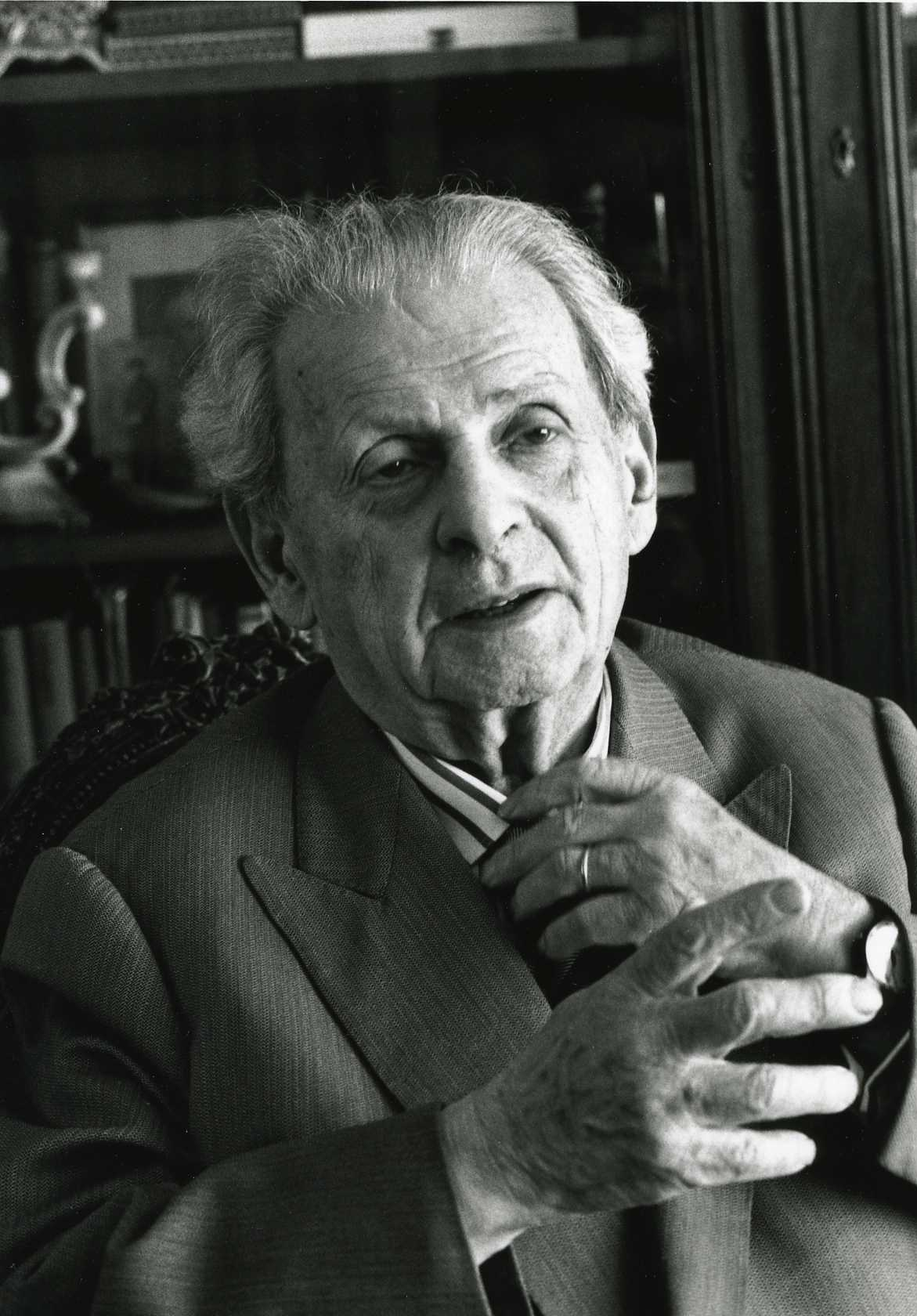
Emmanuel Levinas.
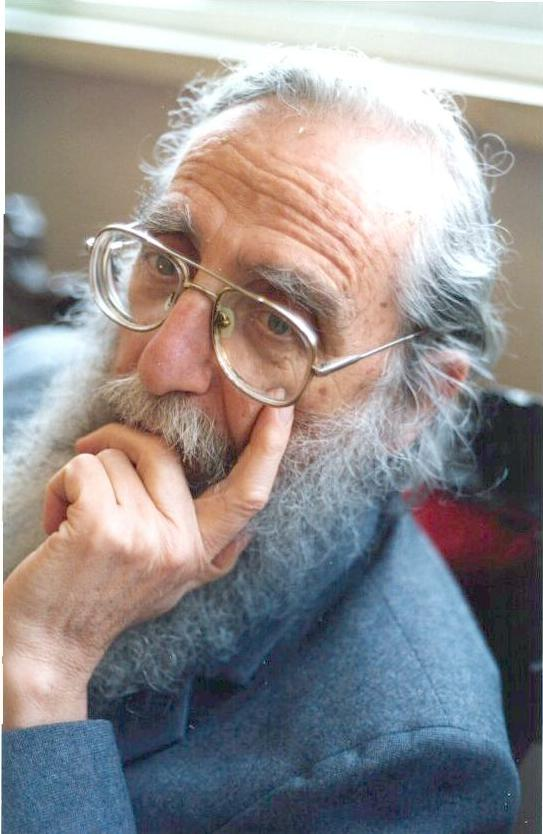
Shalom Rosenberg (en 2006).

#### Elie Wiesel
Ce n'est que très peu de temps après sa libération de Buchenwald où il perd une partie de sa famille qu'Elie Wiesel, alors accueilli au sein du Préventorium d'Écouis dans l'Eure, rencontre Chouchani. Cette rencontre se déroule en plusieurs temps, en 1945 puis en 1946 où il ressent d'abord une forme d'antipathie à son égard. Ils ne s'adressent pas la parole. C'est en 1947 que Chouchani, ayant l'air d'un vagabond, l'accoste et que leur relation commence réellement. Pourtant, si Elie Wiesel reconnaît Chouchani comme son maître, il refuse de façon absolue de considérer leur relation comme amicale. D'ailleurs, il reproche à Chouchani de l'avoir fait souffrir au cours de leurs relations, comme il aime faire souffrir ses étudiants. De fait, il utilise volontiers les termes suivants pour décrire son attitude : « il aimait voir souffrir », « il démolissait quelqu'un », « un grand homme désespéré […] très méchant ».
Elie Wiesel reconnaît l'importance phénoménale de sa mémoire mais, plus encore, de son intelligence vive et capable de liens entre tous ses savoirs intériorisés. Dans ses mémoires Tous les fleuves vont à la mer, il le cite comme étant le maître qui l'a le plus influencé : « Je sais en tout cas que je ne serais pas l'homme que je suis, le Juif que je suis, si un clochard étonnant, déroutant et inquiétant, ne m'avait pas interpellé un jour pour me dire que je ne comprenais rien ».
En définitive, Elie Wiesel évoque sa mémoire dans deux recueils de nouvelles, Le Chant des morts (chapitre « Le juif errant ») et Paroles d'étrangers (chapitre « La mort du Juif errant »), et dans Silences et mémoire d'hommes. Mais il reconnaît être plus précis et circonstancié dans la série d'entretiens avec Salomon Malka introduisant le livre-enquête de ce dernier, Monsieur Chouchani.

#### Emmanuel Levinas
Avant sa rencontre avec Chouchani, Emmanuel Levinas cumule déjà un début de carrière universitaire portant sur la philosophie. Durant la guerre, il est interné dans un camp où sont rassemblés les prisonniers de guerre juifs. Après guerre, en 1947, le médecin gynécologue Henri Nerson — un ami proche auquel il dédiera en 1963 son ouvrage Difficile liberté — lui présente Chouchani. Dans L'au-delà du verset, il raconte que c'est ce dernier qui a éveillé son profond intérêt pour le Talmud, alors qu'il ne s'intéressait qu'à la lecture de la Torah, et, de manière plus générale, qui a su lui redonner confiance dans le savoir après l'épisode traumatisant de la guerre et de la Shoah.
Bien que Levinas ait seulement une dizaine d’années de moins que Chouchani, leur relation est faite de l'admiration d'un élève pour celui qu'il considère comme son maître à côté duquel il « ne serait rien ». Ainsi le décrit-il comme « intransigeant », « impitoyable », « prestigieux » et « merveilleux »,. De fait, Levinas fait de Chouchani un égal de philosophes comme Edmund Husserl ou Martin Heidegger, notamment par la rigueur intellectuelle qu'il déploie. C'est pourquoi, il revendique s'inspirer de Chouchani dans ses cours talmudiques. Elie Wiesel affirme donc que sans Chouchani, Levinas ne serait jamais devenu l'un des grands philosophes du XXe siècle comme il l'a été.

#### Autres élèves ou disciples
Le plus ancien des élèves de Chouchani est le docteur Henri Nerson (1902-1980), gynécologue. Les deux se connaissent d'avant-guerre et sont amis. Il est son préféré, et il est celui pour qui il montre le plus de mansuétude lorsque celui-ci se trompe dans une interprétation du Talmud, chose que Chouchani supporte mal chez ses autres disciples. C'est le docteur Nerson qui présente Levinas à Chouchani.
En 1931, Aharon Mordechai Zilberstrom (1923-2012), alors qu'il n'a que huit ans, est l'élève de Chouchani, à Paris. Ils étudient ensemble pendant un an, Chouchani habitant chez les parents de Zilberstrom. Il devient par la suite rabbin et éducateur affilié au mouvement de Loubavitch en France puis Israël.
En 1940, Chouchani enseigne le Talmud, dans le métro de Paris, à Philippe Feist (1890-1943), cinq ans plus âgé que lui, un ingénieur d'origine allemande, membre de la résistance juive, déporté à Auschwitz, où il est assassiné à son arrivée. Il est le père de Judith Hemmendinger, qui s'occupe d'Elie Wiesel à son arrivée en France, avec les autres enfants de Buchenwald. Wiesel en sera toute sa vie reconnaissant.
Frédéric-Shimon Hammel (1907-2001), chimiste et résistant français, parle d'une relation d'amitié avec Chouchani.
Après guerre, Chouchani enseigne le Talmud au jeune Simon Schwarzfuchs (né en 1927), qui devient par la suite rabbin et historien. On peut considérer Simon Schwarzfuchs plus comme un élève qu'un disciple.
Chouchani aurait enseigné au futur philosophe André Neher à Strasbourg, et selon ce qu'il aurait confié, vers la fin de sa vie, au rabbin Bezalel Maor, à Jérusalem. Lors de leur rencontre initiale, Chouchani propose un choix à Neher, de lui enseigner en une heure le premier folio du Traité du Talmud Beitsa ou de lui résumer le Traité.
Léon Askénazi, dit Manitou (1922-1996), est un maître à penser franco-israélien. Il rencontre Chouchani après 1947 et devient son élève pendant un an. En tant qu'éducateur, il lui ouvre les portes de l'école d'Orsay afin qu'il y donne des cours.
Raymond Cicurel (1920-2008) est par la suite économiste et intellectuel. Il le rencontre après 1947 à la synagogue de la rue de Montevideo à Paris. Il en devient l'élève bien que Chouchani refuse de se faire payer pour ses leçons,.
Shalom Rosenberg (né en 1935) est devenu plus tard professeur de philosophie à l'université hébraïque de Jérusalem. Il le rencontre en 1955 en Uruguay. Il est le dernier de ses disciples, celui qui le voit mourir en 1968. Shalom Rosenberg dit de lui : « Le monde se divise entre ceux qui ont connu Chouchani et ceux qui ne l'ont pas connu ».

## Les carnets
Les carnets de Chouchani sont donnés à la Bibliothèque nationale d'Israël par Shalom Rosenberg et montrés au public pour la première fois en octobre 2021. Ils sont disponibles en ligne sur le site de la Bibliothèque nationale d'Israël.

## Documentaire
En 2023, Michael Grynszpan réalise un documentaire intitulé The Shoshani Riddle (L'Énigme Chochani) qui enquête sur l’un des plus grands mystères du XXe siècle juif et obtient le prix du meilleur documentaire de 2024 par l'Union of Films Critics de Tel Aviv,.